# Saurita anthracina
Saurita anthracina är en fjärilsart som beskrevs av Max Wilhelm Karl Draudt 1915. Saurita anthracina ingår i släktet Saurita och familjen björnspinnare. Inga underarter finns listade.